# Poseído del alba
"Poseído del alba" es una canción compuesta por el músico argentino Luis Alberto Spinetta e interpretada por la banda Pescado Rabioso, que integra el álbum doble Pescado 2 de 1973, segundo álbum de la banda, ubicado en la posición n.º 19 de la lista de los 100 mejores discos del rock argentino por la revista Rolling Stone.
Para este tema, Pescado Rabioso forma con Spinetta (voz y guitarra), Black Amaya en batería y Carlos Cutaia en órgano eléctrico.David Lebón participa en los coros. Tocan sin bajo eléctrico y es la pedalera del órgano Hammond, la que se encarga de los bajos.

## La canción
"Poseído del alba" es el tercer track (Disco 1, Lado A, track 3) del álbum doble Pescado 2, "una pieza potente, marcada por el Hammond de Carlos Cutaia", que transmite una atmósfera de ensoñación.
El tema forma una unidad temática con el tema anterior, "Iniciado del alba", ambos con eje en el amanecer. Se nota la inspiración en las abstracciones y ensoñaciones de la obra de Rimbaud, que caracteriza la mayor parte del álbum. Spinetta, en el cuadernillo que acompaña el álbum dice con respecto a ambos temas:

Poseído del alba completa el tema de la ensoñación ante el amanecer, pero ya de una manera más introspectiva.
Cuadernillo Pescado 2

En el tema el bajo es interpretado mediante la pedalera del órgano Hammond. Las voces se escuchan distorsionadas por el uso de un equipo Leslie.
En la letra, el cantante, "un ángel de hambres", se dirige al que oye para advertirle que la violencia puede chuparle la energía y termina haciéndole una propuesta:

Hoy te quiero proponer
que mires en tu mar, mar cerebral...
Poseído por el alba